# 자연사
자연사(自然死, death by natural causes)는 고령으로 인한 조직, 기관에 변화가 일어나 신체의 생활력이 자연히 쇠퇴해 사망한 경우를 말한다.
이와 반대로 자살, 타살, 약물 중독, 교통사고, 산업재해, 익사, 낙상, 작전 중 사망 등으로 죽은 사람은 외인사라고 한다.